# جيث (شهر)
جيث (بالبنجابية:ਜੇਠ) هو الشهر الثالث من التقويم السيخي، ويتزامن بين 15 مايو و 14 يونيو من التقويم الغريغوري ومكون من 31 يوم.

## مناسبات الشهر
- 1 جيث: بداية الشهر.
- 5 جيث: ميلاد الغورو عمار داس.